# آئورا (رمان)
آئورا (به اسپانیایی: Aura) رمانی کوتاه در ۴۹ صفحه از کارلوس فوئنتس رمان‌نویس مکزیکی است. این داستان در ۱۹۶۲ در مکزیک منتشر شد.

## ویژگی‌های سبکی
این داستان از زاویه دید دوم شخص مفرد (تو) روایت می‌شود. این اثر یکی از آثار موفق ادبیات آمریکای لاتین و از شاخص‌ترین آثار رئالیسم جادویی است که در عین حال دارای مشخصه‌های سوررئالیستی نیز هست.

## نقد و نظر
حذف این داستان از کتاب‌های درسی پورتوریکو باعث بحث و جدلهایی در محافل رسانه‌ای شد. از جمله این این کشمکشها اعتراض فوئنتس به این تصمیم بود. آموزش و پرورش پورتوریکو دلیل این تصمیم را زبان نامناسب این اثر خوانده بود.

## ترجمه فارسی
این داستان به دست عبدالله کوثری به فارسی ترجمه و منتشر شد. در سال ۱۳۸۶ چاپ دوم ترجمه فارسی آن با تجدید نظر باز نشر شد.